# Presura
Die Presura (portugiesisch presúria, in Katalonien auch als aprisio bezeichnet) war bis ins 11. Jahrhundert hinein die auf der Iberischen Halbinsel vorherrschende Form der christlichen Landnahme im Rahmen der Reconquista. Sie wurde meist von Königen, Adligen, Bischöfen oder Äbten vollzogen. Die Presura war die sozialökonomische Grundlage der Wieder- bzw. Neubesiedlung (spanisch Repoblación, portugiesisch repovoamento) der zuvor in den Kämpfen gegen die Muslime entvölkerten Regionen, deren muslimische Bewohner getötet, versklavt, geflohen oder vertrieben worden waren.
Etymologisch leitet sich der Begriff von presa her, dem spanischen Begriff für „Wegnahme“, „Besitzergreifung“, der vom lateinischen prendere (nehmen) stammt. Die Begriffe aprisio und presa haben den gleichen Inhalt.
Laut dem spanischen Historiker José Luis Martín bedeutet die Presura, „dass eine Privatperson, entweder als einzelner oder innerhalb einer Gruppe, oder Mitglieder einer kirchlichen Institution sowie adlige Vasallen ein Stück Land abgrenzen, dessen Eigentümer unbekannt war und dessen Rodung und Kultivierung sie vorantrieben. Danach konnten die zuständigen Autoritäten sie als Eigentümer anerkennen“. In dem Gesamtprozess der Rückeroberung, Besiedlung und militärischen Sicherung von Territorien trat der König entweder selbst als presor auf oder beauftragte Adlige oder kirchliche Amtsträger mit der Landnahme bzw. billigte diese. Besonders Klöster leisteten in den ersten Jahrhunderten der Reconquista als kulturelle und ökonomische Zentren einen wichtigen Beitrag zur Wiederbesiedlung.
Nach damaliger Rechtsauffassung gehörte das eroberte herrenlose Land theoretisch dem König, dessen Zustimmung zur Besiedlung somit im Prinzip erforderlich war. Daher wurde oft ausdrücklich darauf hingewiesen, dass ein Landnahmeakt „auf Befehl des Königs“ vollzogen worden sei. In anderen Fällen wurde die Zustimmung des Königs nicht eingeholt, sondern stillschweigend vorausgesetzt. Wegen der militärischen und wirtschaftlichen Bedeutung der Wiederbesiedlung waren die Herrscher sehr an deren Erfolg interessiert und förderten sie nachdrücklich. Wer in der Lage war, die Aufgaben eines Siedlers zu erfüllen, war als solcher willkommen. Sogar Straftäter wurden amnestiert, wenn sie bereit waren, sich in exponierten Gegenden anzusiedeln und das Land zu bebauen und nötigenfalls zu verteidigen.
Der Historiker René A. Marboe betont das „Besitzrecht durch Nutzung“, den Umstand, dass nicht ein bereits vorhandenes Eigentumsrecht, sondern die Bereitschaft und Fähigkeit eines Siedlers, das Land zu nutzen, seinen Besitzanspruch begründete. Konnte ein Siedler oder Siedlungswilliger seine Aufgabe nicht erfüllen, so konnte sein Besitzrecht erlöschen und der Boden einem anderen zur Verfügung gestellt werden.
In der Anfangsphase der Landnahme setzten weltliche und geistliche Machtträger oft ihre Leibeigenen als Siedler ein. Es war aber auch erforderlich, Freie als Kolonisten anzuwerben, besonders dort, wo die Siedler auch militärische Aufgaben zu übernehmen hatten. Viele Siedler waren Mozaraber (Christen, die aus den muslimisch beherrschten Regionen weggezogen waren), andere stammten aus den Kerngebieten der christlichen Königreiche. Später kamen auch Siedler aus Südfrankreich.
Für den presor spielte die Anzahl der Kolonisten eine entscheidende Rolle, da davon die Bewirtschaftungskapazität und somit die Größe der in Besitz genommenen Ländereien abhing. Im Verlaufe der Kolonisierung konnten die Siedler zu Eigentümern bzw. Pächtern ihrer Parzellen werden, wurden aber dafür schrittweise in das feudale System von Abgaben und Zwangsleistungen eingebunden. 
Im 11. Jahrhundert wurde das System der Presura schrittweise durch vom König verliehene Privilegien zur Besiedlung abgelöst, die zum repartimiento führten (systematische, genau geregelte Aufteilung von Ländereien).